# Shū Maeda
Shū Maeda (japanisch 前田 柊 Maeda Shū; * 2. Dezember 1993 in der Präfektur Mie) ist ein japanischer Fußballspieler.

## Karriere
Maeda erlernte das Fußballspielen in der Jugendmannschaften des FC Yokkaichi und Júbilo Iwata sowie in der Universitätsmannschaft der Kanagawa-Universität. Seinen ersten Vertrag unterschrieb er 2016 bei Vanraure Hachinohe auf. Der Verein aus Hachinohe spielte in der Japan Football League. Am Ende der Saison 2018 stieg der Verein in die dritte Liga auf. Nach 98 Ligaspielen für Hachinohe wechselte er im Januar 2022 nach Suzuka zum Viertligisten Suzuka Point Getters.